# Colorado City (Colorado)
Colorado City is een plaats (census-designated place) in de Amerikaanse staat Colorado, en valt bestuurlijk gezien onder Pueblo County.

## Demografie
Bij de volkstelling in 2000 werd het aantal inwoners vastgesteld op 2018.

## Geografie
Volgens het United States Census Bureau beslaat de plaats een oppervlakte van
89,5 km², waarvan 89,3 km² land en 0,2 km² water. Colorado City ligt op ongeveer 1784 m boven zeeniveau.

## Plaatsen in de nabije omgeving
De onderstaande figuur toont nabijgelegen plaatsen in een straal van 48 km rond Colorado City.